# Железни метеорити
Железените метеорити са метеорити, състоящи се главно от желязо, обикновено комбинирано с малки количества никел. Въпреки че съставляват само около 5 % от наблюдаваните падания, те са сравнително лесни за разграничаване от земните скали и издържат по-дълго в почвата, поради което се срещат по-често от каменните и каменно-железните метеорити.
Поради металния им състав и изключителното им тегло дори неспециалист може да различи железните метеорити от обикновените скали. Повечето от тях са доста устойчиви на земните атмосферни влияния, което им позволява да се съхранят много по-дълго от всеки друг вид метеорити. Освен това те обикновено са много по-големи от каменните и каменно-железните, рядко се фрагментират при навлизане в атмосферата и се променят много по-малко от ефектите на аблация по време на преминаването им през атмосферата. Всъщност най-големите метеорити са именно железни. Дванадесетте най-големи отделни метеорити, тежащи всеки от 10 до 60 тона, са железни. Всички железни метеорити, взети заедно, имат общо тегло над 500 тона и представляват приблизително 89,3% от цялата маса на всички известни метеорити. Въпреки тези факти, железните метеорити са рядкост, тъй като представляват само 5,7% от всички паднали и открити на Земята метеорити.

## Произход
Повечето железни метеорити са образувани в ядрата на малки диференцирани астероиди, които са били разрушени от опустошителни удари малко след тяхното образуване. Те са истински останки от други светове, които някога са съществували в ранната Слънчева система.
Смята се, че железните метеорити произхождат от металните ядра и басейни, образувани в различни малки планетни тела. Голямото им разнообразие дава някои насоки за образуването на астероидите и ранната история на Слънчевата система. Химическият им състав обикновено съвпада с този, предвиден от експериментални и теоретични предположения за топене в малки тела. Тези тела, наречени планетезимали, са съставени от смеси от силикати, никел-желязо и железен сулфид със състави и пропорции както при хондритите. Топенето в планетезимали предизвиква потъване на плътния метал надолу през силикатната маса така, че се образуват метални сърцевини. Основният източник на топлина за топенето на планетезимали е радиоактивният изотоп 26Al, който има период на полуразпад от 0,7 милиона години. Освен това, някои от железните метеорити вероятно са се образували при ударно топене на хондритен материал.
Изотопното датиране предполага, че родителските тела на железните метеорити са се образували преди тези на хондритите, а някои от тях изглежда са най-старите известни метеорити. Изотопният анализ също така води до извода, че причината железните метеорити, подобно на други видове метеорити, да показват малки аномалии се дължи на предсоларните натрупвания, които не са хомогенизирани в Слънчевата мъглявина, или протопланетарния диск.
Въпреки че железните метеорити са получени от астероиди, техните изотопни аномалии предоставят най-добрите доказателства, че някои идват от планетезимали, които не са се образували в Астероидния пояс. Едни вероятно са се образували отвъд Юпитер, други показват изотопни прилики със Земята и може да са формирани в околностите на планетите от земен тип, където плътността на космичския прах е по-висока и орбиталните периоди са по-кратки. Това предполага, че протопланетите в района на земните планети са причинили сблъсъчно разрушаване на диференцираните планетезимали и са разпръснали техните фрагменти. Железните метеорити носят важна информация за образуването на планетезимали, които са се стопили, а също така предоставят ограничения в теориите за образуването на планети и астероиди.

## Състав
Освен от желязо, железните метеорити се състоят почти изцяло от сидерофилни елементи (със слаб афинитет към кислород и сяра) като никел и кобалт, които лесно се разтварят в желязото, и халкофилни (с афинитет към сярата) елементи като мед и сребро. Повечето съдържат ~ 90% желязо, 5 – 10% никел, 0,4 – 0,6% кобалт, 0,1 – 0,5% фосфор, 0,1 – 2 % сяра и следи от над 20 други сидерофилни и халкофилни елементи. Съставени са до голяма степен от никел-железен метал и повечето съдържат само незначителни допълнителни минерали. Когато такива метеорити преминават през атмосферата, те могат да развият тънка, черна кора от железен оксид, която на Земята бързо изветря до ръжда.
Съдържат два основни минерала, представляващи никел-железни сплави – беден на никел камасит и богат на никел тенит, които често се срещат заедно. Най-често присъстващата сплав е камаситът, който съдържа от 4 до 7,5 % никел и образува големи кристали, изглеждащи като широки ленти или подобни на лъчи структури върху ецваната повърхност на железния метеорит. Другата сплав се нарича тенит и носи името си от гръцката дума за „лента“. Тя съдържа 27 до 65% никел и обикновено образува по-малки кристали, които се появяват като силно отразяващи тънки ленти на повърхността на метеорит, обработен с разредена киселина. В зависимост от разпространението и разпределението на тези два минерала, железните метеорити показват характерни структури, които се използват за тяхната структурна класификация. Изобилието на тези два минерала влияе силно върху структурата им – свързаните кристали на камасита и тенита често се комбинират и образуват характерно подреждане, наречено видманщетенова структура. Наличието ѝ е показателно за относително ниското налягане, при което се образува този вид метеорити.

### Минерали, които се разтварят при охлаждане
Допълнителните минерали обикновено се срещат във вид на заоблени възелчета, които се състоят от желязо-сулфиден троилит или графит, често заобиколен от желязно-фосфидния шрайберзит и желеязно-карбидния кохенит. Дребните минерали, видими в полирани участъци на железните метеорити, отразяват намаляващата разтворимост на елементите фосфор, въглерод, азот и сяра в твърдата никел-желязна сплав, при понижаваща се температура. Почти всички железни метеорити, с изключение на тези от бедните на никел IVА и IVB групи, съдържат зърна от шрайберзит, които се утаяват при охлаждане.
При богатите на въглерод, които са предимно в група IAB, разтварянето на графита не е ефективно под около 800 °C и вместо това се образуват три метастабилни карбида – кохенит, хаксонит и едскотит. Кохенитът (Fe3C), наричан в металургията циментит, се появява при по-високи температури (~ 700 °C) при железни метеорити с ниско съдържание на никел. Хаксонитът (Fe23C6), има тенденция да се образува при по-ниски температури и при по-богато наличие на никел. Едскотитът (Fe5C2), който е най-редкият карбид, е идентифициран само в метеорита Wedderburn, който съдържа 23 % никел.
Нитридите се образуват в групи със сравнително ниско съдържание на никел и високо съдържание на азот, а именно IAB, IIAB и IIIAB. Идентифицирани са два нитрида, като и двата са образувани в много късен стадий от утаяването в камасита – карлсбергит и роалдит. Карлсбергитът (CrN) образува зърна с размер <30 μm и е особено често срещан при железни метеорити с ниско съдържание на Ni, характерно за групата IIIAB. Роалдитът (Fe4N) образува шиповидни плочи с ширина от няколко микрометра и дължина няколко милиметра. Намерен е само в няколко железни метеорита от групите IAB и IIAB.

### Минерали, които кристализират от разтопен метал
Четири минерала в железните метеорити кристализират както от течен, така и от твърд метал. Масивните включвания от троилит, шрайберзит и по-рядко хромит и графит могат да достигнат размери от няколко сантиметра и много вероятно са кристализирали от стопилката, за разлика от микроскопичните зърна. В метеоритите от група IAB троилитните възли достигат размери от няколко сантиметра и обикновено съдържат графит и силикати. Големите възли от троилит са често срещани и при група IIIAB. Троиловите възли със сантиметров размер вероятно са образувани от уловена стопилка по време на кристализацията. Съдържанието на сяра в камасита и тенита е само няколко части на милион, така че субмилиметровите троилитови възелчета, разпръснати в бавно охлаждащите се железни метеорити, които съдържат ламели от добрелит, вероятно са твърди утайки.
Почти всички шрайберзити се утаяват в твърдата никел-желязна сплав, но големите зърна във IIG група, които имат насипно съдържание на фосфор от около 2 %, вероятно са кристализирали от стопилката. Хромитът образува свръхтънки ориентирани ламели в тенита, които са кристализирали в твърдото вещество. Обаче големите хромити с дължина до 8 см, които се срещат в група IIAB, вероятно са образувани от стопилка. Графитни възли с диаметър до 10 см, които присъстват в IAB група, съдържат метален пълнеж и изглежда също са кристализирали от стопилката. От друга страна, малките графитни зърна в метеоритите от същата група с размери 0,1 – 0,5 мм и могат да бъдат с кубична форма (наречени клифтонит), са утаени в твърд метал.
В троилитовите възли на членовете от IIIAB група се намират няколко фосфата, включително бухвалдит, които вероятно са кристализирали от стопилката Fe-Ni-S. В същата група са открити още 13 фосфатни минерала, включващи саркопсид и графтонит, които са образувани чрез окисляване на фосфора, когато ядрото вече се е втвърдило и кислородът се е концентрирал в остатъчната метална стопилка. Тези с ниско съдържание на иридий от същата група, които кристализират късно, съдържат главно желязо-манганови фосфати. При други, с високо съдържание на рано кристализирал иридий, се намират фосфати, съдържащи натрий, калий, магнезий, хром и олово. Богатите на калций фосфати като хлорапатит и мерилит, които липсват при представителите на IIIAB група, се откриват в тези от групите IAB и IIE.

### Силикати
Наличието на силикати в железните метеорити, за които се смята, че някога са били разтопени, е дългогодишна загадка. Като се има предвид голямата разлика в плътността между силикатите и разтопения метал, силикатите би трябвало бързо да изплуват на повърхността, освен ако не се задържат чрез кристализация на твърдия метал или чрез силни движения на стопилката. Те са често срещани в представителите на групите IAB и IIE и са изобилни в два метеорита от IVA група. Големи количества има и в няколко негрупирани железни метеорита, включително Тюсон (Tucson, 1850, Аризона), Сомбререте (Sombrerete, 1958, Мексико) и Гуин (Guin, 1969, Алабама).
В повечето членове на IAB група и в няколко от IIE силикатите се срещат в класти с приблизително хондритни пропорции (равни оливин и пироксен). В някои силикати при същите групи даже се наблюдава ограничено количество реликтни хондрули. В същите две групи се срещат и силикатни включвания с нехондритна минералогия. Те включват класти от габро, базалт и андезит, богати на фелдшпат, също харцбургит и лерзолит, обогатени с оливин и пироксен.

## Видове класификация
Железните метеорити са класифицирани в две утвърдени системи – структурна и химична. Първо са били групирани според тяхната кристална структура, която може да бъде разкрита чрез ецване на полирано напречно сечение на метеорита с разредена киселина.
Химичният анализ показва, че повечето железни метеорити могат да бъдат разделени на 14 групи. Химичните вариации във всички групи, с изключение на три, са в съответствие с фракционната кристализация на разтопените ядра на планетезимали. Другите три групи са по-богати на силикати и вероятно идват от натрупвания на разтопен метал в хондритни тела.
Освен това железните метеорити се делят на два големи типа – немагмени, към които са класифицирани групите IAB, IIE и IIICD и магмени, където са включени всички останали групи, без негрупираните. Немагмените са богати на силикати, а магмените имат химически тенденции, съответстващи на фракционната им кристализация. Химическите вариации за почти всички елементи в групите са в съответствие с тенденциите, очаквани по време на фракционна кристализация на голям обем разтопен метал, като например астероидно ядро, което се смесва изцяло чрез конвекция и е достатъчно голямо, за да се предотврати хомогенизирането на твърдото вещество чрез дифузия. Златото, кобалтът и никелът преобладаващо са концентрирани в течното желязо, докато иридият показва силно предпочитание към твърдото желязо. Трите немагмени групи показват химични и минерални характеристики, които се различават от тези във фракционно кристализиралите групи. Смята се, че немагмените железни метеорити са кристализирали в разтопени басейни, след ударно смесване на силикати и разтопен метал по време на ранните планетезимални сблъсъци, а магмените са кристализирали в метални ядра. Металът в група IAB е изотопно близък до Земята и затова може да се е образувал в най-вътрешната част на Слънчевата система. Групи IIE и IVA имат изотопни и химични връзки с обикновените хондрити и следователно вероятно са се формирали в Астероидния пояс.

## Структурна класификация
| Структурен клас      | Символ | Камасит – дебелина на ламелите (мм) | Съдържание на никел (%) | Свързани химични групи железни метеорити |
| -------------------- | ------ | ----------------------------------- | ----------------------- | ---------------------------------------- |
| Хексаедрит           | H      | > 50                                | 4,5 – 6,5               | IIAB, IIG                                |
| Супер груб октаедрит | Ogg    | 3,3 – 50                            | 6,5 – 7,2               | IIAB, IIG                                |
| Груб октаедрит       | Og     | 1,3 – 3,3                           | 6,5 – 8,5               | IAB, IC, IIE, IIIAB, IIIE                |
| Среден октаедрит     | Om     | 0,5 – 1,3                           | 7,4 – 10                | IAB, IID, IIE, IIIAB, IIIF               |
| Фин октаедрит        | Of     | 0,2 – 0,5                           | 7,8 – 13                | IID, IIICD, IIIF, IVA                    |
| Супер фин октаедрит  | Off    | < 0,2                               | 7,8 - 13                | IIC, IIICD                               |
| Плеситен октаедрит   | Opl    | < 0,2                               | 9,2 - 18                | IIC, IIF                                 |
| Атаксит              | D      | –                                   | > 16                    | IIF, IVB                                 |

Според структурната им класификация железните метеорити са разделени на три групи – хексаедрити, октаедрити и атаксити. Хексаедритите обикновено се състоят изцяло от камасит и не показват видманщетенова структура. Като донякъде съставени от един минерал, хексаедритите са почти безструктурни, с изключение на местата с шокова характеристика. Октаедритите съдържат както камасит, така и тенит и са най-голямата група от железни находки. При тях кристалите на камасита се образуват като взаимосвързани плочи в октаедрично разположение, а тенитът запълва междинните пространства. Повечето атаксити, които са най-рядката група, представляват чист тенит. Тъй като те също са почти мономинерални, са и почти безструктурни. Някои образци от атакситите съдържат до 69 % никел. Взаимносвързаната подредба на камасита и тенита, наречена видманщетенова структура, се разкрива, когато нарязана и полирана повърхност на метеорита е обработена с разредена киселина. Моделът е индикация, че октаедритите са се образували при относително ниско налягане, както би се очаквало, ако се образуват в тела с размер на астероиди. Съвсем наскоро тази структурна класификация е заменена от химическа, основана на изобилието от елементите галий, германий и никел.

### Хексаедрити
Хексаедритите се състоят почти изцяло от камасит и съдържат около 92% от този минерал. Хексаедритите всъщност представляват големи кубични кристали от камасит и като съставени приблизително от един минерал, са почти безструктурни. Често обаче се виждат фини, успоредни линии, наречени нойманови, на името на техния откривател Франц Нойман. Хексахедритите имат същите метални включвания като октаедритите с изключение на кохенита, който е относително изобилен в октаедритите, но доста рядък в хексаедритите. Възможно е също така да липсват и забележими силикатни включвания. Почти всички хексаедрити принадлежат към химична група IIAB, включваща и някои октаедрити, както и към група IIG.

### Октаедрити
Октаедритите представляват най-голямата група железни метеоритни находки и се състоят както от камасит, така и от тенит. При охлаждане на магмата камаситът и тенитът кристализират като взаимносвързани плочи с октаедрична геометрия. Камаситните плочки нарастват върху тенитните кристални кубчета, скъсяват ъглите им и постепенно двата материала образуват общ октаедър, а междинните пространства се запълват с тенит или плесит. Октаедритите са съставени от много повече камасит, отколкото тенит. Включват и незначителни количества други минерали, например троилит, шрайберзит, кохенит, графит, силикати и други.

### Атаксити
Атакситите са най-рядко срещаните железни метеорити и с най-голямо съдържание на никел – над 16 %, като някои образци съдържат до 69 % никел. Състоят се главно от богат на никел тенит, а минималните количества камасит се срещат само под формата на микроскопични, тънки ламели и лентички. Атакситите не показват нито видманщетеновата структура, наблюдавана в октаедритите, нито ноймановите линии, характерни за хексаедритите. Изрязаните и полирани с разредена азотна киселина повърхности показват много фина кристална текстура.

## Химична класификация
Освен според кристалната си структура, по-късно железните метеорити са класифицирани и според концентрацията в тях на никел и микроелементите германий, галий и иридий. Други микроелементи, използвани за разделяне по групите, са антимон, арсен, кобалт, мед, злато, талий и волфрам. Химичната класификация ги разделя на 14 групи, означени с римска цифра и латински букви. Всяка група се състои от минимум 5 члена. Смята се, че железните метеорити от една и съща химическа група имат еднакъв произход и са образувани от общо родителско тяло.

### IAB група
Групата е представена от около 125 члена, ако се изключат всички вероятни двойки. Повечето са груби до средни октаедрити, въпреки че се срещат и други структурни класове. Метеоритите от групата, някои от които са богати на ъгловати силикатни включвания, съдържат метал, за който липсват фракционните химични индикации за кристализация, открити в повечето групи. Съдържат изобилие от сидерофилни елементи, близки до тези в CI хондритите. Често съдържат изобилни включвания от троилит, графит, кохенит и различни силикати. Повечето силикатни включвания са хондритни по състав и текстурно, химически и изотопно са подобни на юнонаитите. При някои от тях се срещат и реликтови хондрули.
Последните изследвания показват, че както юнонаитите, така и метеоритите от IAB група, произхождат от едно и също родителско тяло – частично диференциран астероид, който е разрушен точно когато започва да образува желязна сърцевина и богата на силикати кора. Разрушаващото въздействие предизвиква смесване на силикатите и още разтопената никел-желязна сърцевина. Така се образуват силициевите железни IAB и юнонаитите – като смесица от богати на оливин остатъци от частичната стопилка в неразтопени силикати. Предложени са и други модели за техния произход – образуване в басейни от стопилка, генерирани от удар в близост до повърхността на хондритно тяло и образуване в метално ядро, богато на въглерод и сяра в частично диференцирано тяло.
През 2002 г. групата IAB е приета като комплекс от железни метеорити и е разделена на 6 подгрупи и няколко допълнителни групички. Най-големият набор включва мнозинството от около 70 железни метеорита, преди обозначавани като IA група. Този набор е наречен Главна група на IAB. Останалите пет вида са определени като подгрупи в рамките на комплекса IAB. Първоначално определените групи IIIC и IIID са прехвърлени в две от тези подгрупи. Петте подгрупи носят имена, определени въз основа на тяхното съдържание на злато и никел. Трите подгрупи със съдържание на Au, подобно като количество на основната група, са подгрупите с ниско съдържание на Au и са маркирани с буквата L, а другите две подгрупи с високо съдържание на Au са отбелязани с буквата H. Съдържанието на Ni е определено като високо (H), средно (M) или ниско (L). Така старата група IIID сега е подгрупата LH, старата група IIIC е подгрупата LM. В допълнение 8 железни метеорита, категоризирани към подгрупите имат междинно съдържание на злато – между LL и LM. Около 27 броя се появяват извън определените подгрупи, но въпреки това изглеждат достатъчно свързани, за да бъдат включени в комплекса IAB. Подгрупите са:
- Главна група
- LL подгрупа – ниско съдържание на злато (L), ниско съдържание на никел (L)
- LM подгрупа – ниско съдържание на злато (L), средно съдържание на никел (M) Това е бившата група IIIC
- LH подгрупа – ниско съдържание на злато (L), високо съдържание на никел (H). Това е бившата IIID
- HL подгрупа – високо съдържание на злато (H), ниско съдържание на никел (L)
- HH подгрупа – високо съдържание на злато (H), високо съдържание на никел (H). Тук е включен и канадският метеорит Gay Gulch.

### IC група
Единадесетте железни метеорита от тази малка група са доста сходни с членовете на групата IAB. Повечето от тях са груби октаедрити, въпреки че са представени и други структурни класове. По-голямата част съдържат изобилие от тъмни вмествания от кохенит, въпреки че липсват силикатни включвания. Що се отнася до изобилието на елементите, IC метеоритите показват по-ниски стойности на микроелементите арсен и злато и се смята, че те са се образували върху отделно родителско тяло. Известни представители на групата са метеоритите Ариспе (1896, Мексико, 683 кг.), Бендего (1784, Бразилия, 5,36 т.) и Маунт Дуулинг (1909, Австралия, 734 кг.).

### IIAB група
Това е друга добре представена група от железни метеорити, състояща се от 106 члена. В структурно отношение те са класифицирани като хексаедрити или супер груби октаедрити, което ги прави едни от най-бедните на никел железни метеорити. Изобилието от микроелементи предполага, че са се образували в ядрото на диференциран астероид от тип С, който е разрушен от няколко ударни събития. Един от най-известните представители на групата е Сихоте-Алинският метеорит, от който са събрани фрагменти с общо тегло над 70 т. Други добре познати хексаедрити от групата са Браунау (1847, Бохемия, 39 кг.) и North Chile (1875 г., Чили, 300 кг.). И двата метеорита показват изобилие от нойманови линии.

### IIC група
Групата се състои само от 8 члена, повечето от които плеситни октаедрити с размер на камаситните ленти под 0,2 мм. Плеситът е финозърнеста смес от тенит и камасит и се среща и в други октаедрити, където запълва пролуките между камасита и тенита. Въпреки това, в плеситните октаедрити той е основният минерал. Що се отнася до изобилието на елементите, членовете на групата са известни с високото си съдържание на талий и се смята, че са образувани в ядрото на малък, диференциран астероид. Макар и не много известни, типични представители на групата са железните метеорити Балину (1892, Австралия, 42 кг.), Salt River (1850, Кентъки, 3,6 кг.) и Unter-Mässing (1920, Германия, 80 кг.).

### IID група
Тази група се състои от 17 члена, структурно представляващи средни до фини октаедрити. Те често съдържат обилни включвания от шрайберзит и показват големи количества галий и германий – факти, които говорят за образуване в ядрото на по-голям астероид. Известен член на тази група е метеоритът Елбоген (метеорит), открит през 1400 г. в кралство Бохемия. Той не само е един от най-старите регистрирани метеорити, но е и самият железен метеорит, в който през 1808 г. Алоис фон Видманщетен открива структурата, носеща неговото име.

### IIE група
18-те члена на тази група са груби до средни октаедрити и повечето от тях съдържат обилни, богати на желязо силикатни включвания. Силикатите, които са доста разнообразни като минералогия, имат изотопни състави на кислорода, които се припокриват с тези на обикновените хондрити от група H, което предполага възможна генетична връзка. Предполага се, че и двете групи произхождат от едно и също родителско тяло – вероятно астероида от Главния пояс 6 Хеба.
Силикатите в тази група се срещат често под формата на замръзнали капчици, а не като по-недиференцираните силикатни класти, открити в представителите на група IAB. Силикатните включвания варират от ъгловати хондритни класти до диференцирани сферични включвания. Силикатните включвания са хетерогенно разпределени в около половината от представителите на групата, но смеси от двата типа класти не се наблюдават при никой от тях. Силикатно-металните текстури на големи плоски парчета и наличието на силикатно стъкло предполагат ударни стопилки, а не частично топене в дълбочина.
Последните изследвания показват, че тези метеорити не са се образували в ядрото на астероид, а са продукти на частично топене и нагряване, предизвикани от ударни събития. Метеоритите Майлс (1992, Австралия, 265 кг.) и Уотсън (1972, Австралия, 93 кг.) от тази група, са известни със своите подобни на скъпоценни камъни силикати, което ги прави едни от най-атрактивните железни метеорити.

### IIF Група
Групата се състои само от 5 члена, структурно представляващи плеситни октаедрити и атаксити. Те са богати на никел и съдържат големи количества галий, германий, мед и кобалт, което показва, че са образувани в ядрото на диференциран астероид. Изотопният състав на кислорода е подобен на този на паласитите от групата Ийгъл стейшън и вероятно двете групи споделят общо родителско тяло. Подобен кислороден изотопен състав се вижда и при въглеродните хондрити от групите CO и CV, което също предполага общо родителско тяло. Известни членове са метеоритите Дел Рио (1965, Тексас, 3,6 кг.), Монаханс (1938 г.) с тегло 27,9 кг, намерен в САЩ и Репеев Хутор с маса 7 кг., чието падане е наблюдавано през 1933 г. в Архангелска област на Русия.

### IIG група
Това е скоро създадена група, по-рано известна като Белсбанк. Състои се само от пет члена – Белсбанк (Bellsbank, 1955, Южна Африка, 38 кг.), Ла примитива (La Primitiva, 1888, Чили, 27,4 кгл), Томбигбии ривър (Tombigbee River, 1859, Алабама, 43 кг.), Twannberg (1984, Швейцария, 20,69 кг.) и Гуанако (Guanaco, 2000, Чили, 13,1 кг.). Структурно те са хексаедрити или най-груби октаедрити. Като структурен и елементен състав приличат на железните метеорити от IIAB група, но съдържат още по-малко никел и необичайни, изобилни ленти от железо-фосфидния шрайберзит. Тези ленти често покриват 15 % от ецваната повърхност на метеорита. Това предполага, че образуването им е станало във външните области на ядрото на диференциран астероид, вероятно различен от родителското тяло на тези от IIAB група.

### IIIAB група
Това е най-голямата група железни метеорити с около 233 члена. Дели се на две подгрупи – IIIA и IIIB. В IIIA са включени предимно груби октаедрити, а в IIIB – октаедрити със средна структура. Като структурен и елементен състав членовете на двете подгрупи образуват непрекъсната последователност, която предполага общ произход, вероятно от различни области на ядрото на един и същ астероид. Някои членове на групата съдържат големи възли от троилит и графит, но силикатните включвания, хромитите и фосфатите са редки. Въпреки този факт, проучванията показват, че съществува близка връзка между метеоритите от тази група и богатите на силикати паласити от главната група, едни от най-атрактивните известни каменно-железни метеорити. Вероятно и двете групи са се образували от едно и също родителско тяло – диференциран астероид, разрушен от единично ударно събитие. Железните метеорити от IIIAB представляват фрагменти от ядрото, докато паласитите от основната група са част от контактната зона ядро/мантия на това общо родителско тяло. Групата съдържа няколко известни члена, представляващи някои от най-големите железни метеорити, откривани някога – гигантите Кейп Йорк (1818, Гренландия, 58,2 т.), Чупадерос (1852, Мексико, 24,3 т.), Морито (1600, Мексико, 10, 1 т.) и Уиламет (1902, Орегон, 15,5 т.).
Няколко характеристики предполагат, че метеоритите от групата не са избити от материя, кристализирала в конвенционално образувано астероидно ядро. Има доказателства за смесване на въздействията върху родителското тяло преди кристализацията на разтопения метал. Освен това, разликата в скоростта на охлаждане от около 50 – 300 °C/милион години е твърде голяма за добре изолирана сърцевина. Тези характеристики могат да бъдат резултат от удар по време на акреция, след който се е образувало метално тяло с радиус от няколко десетки километра, заобиколено от силикатна мантия с дебелина няколко километра. Ядрото на астероида е образувано около един милион години след калциево-алуминиевите включвания, а кристализацията е завършила в продължение на няколко милиона години след това. Ударът, който отстранява мантията от ядрото, настъпва в рамките на този период.

### IIICD група
Тази средно голяма група се състои от 42 члена, предимно принадлежащи към структурните класове на фините и най-фини октаедрити и на атакситите. Няколко от тях съдържат изобилие от силикатни включвания, подобни на включванията в IAB група. Наблюдават се допълнителни прилики в елементните състави, което предполага, че съществува близка връзка между IIICD и IAB групи. Вероятно и двете групи имат общ произход от частично диференциран астероид, като се предполага, че той е източник и на редките примитивни ахондрити – юнонаитите. Метеоритите от група IIICD показват някои уникални характеристики, които ясно ги различават от тези от IAB и останалите групи. Например доста характерно за тях е наличието на карбида хаксонит. Известни членове са Карлтън (1887, Тексас, 81,2 кг.), Мораско (1914, Полша, 290 кг.) образувал 100-километров кратер, силно силицираният Maltahöhe (1991, Намибия, 22,27 кг.) и аномалният, богат на троилит Мундрабила (1911, Западна Австралия, 24 т.), един от най-големите железни метеорити, откривани някога.

### IIIE група
13-те члена на тази малка група са доста сходни с железните метеорити от група IIIAB, но могат лесно да бъдат разграничени по няколко характерни черти. Структурно принадлежат към класа на грубите октаедрити. Характеризират се с къси и „издути“ камаситни ленти и изобилни включвания от хаксонит. Хаксонитът е бял на цвят, много твърд и поради това самите метеорити са много трудни за разрязване. Елементите в тях са подобни на тези при железните метеорити от IIIAB група, но достатъчно различни, за да оправдаят създаването на отделна група. Изследванията показват, че те са фрагменти от ядрото на отделно родителско тяло, образувано в непосредствена близост до родителското тяло на IIIAB, в същия регион на ранната Слънчева мъглявина. Най-известният член на групата е Арманти, истински гигант от Китай с тегло от 28 тона, намерен през 1898 г.

### IIIF група
Тази малка група наброява само осем члена. Повечето са средни до фини октаедрити със сравнително ниско съдържание на никел. Показват високи стойности на хром и ниски на германий, кобалт и фосфор. Рядко съдържат включвания на фосфиди (например шрайберзит), а троилитът е също толкова рядък или въобще липсва. Тези данни предполагат образуването им в ядрото на малък, диференциран астероид. Типични представители, макар и не толкова известни, са железните метеорити Кламат фолс (Klamath Falls, 1952, Орегон, 17 кг.), Нелсън каунти (Nelson County, 1856, Кентъки, 73,03 кг.) и Сейнт Женевиев каунти (St. Genevieve County, 1888, Мисури, 244,5 кг.).

### IVA група
65-те члена на тази добре представена група са предимно фини октаедрити и показват уникален модел на микроелементи с изключително ниски стойности на германий и ниски на галий. Някои от тях съдържат разпръснати редки, малки възли от троилит и графит, въпреки че при повечето силикатните включвания са редки, или въобще липсват. Изследванията показват, че метеоритите от тази група са образувани в ядрото на малък, диференциран астероид, който е разрушен от силно ударно въздействие малко след неговото образуване. След известно време, от разпръснатите парчета, благодарение на акрецията, астероидът отново се е възстановил и преди около 450 милиона години е разрушен за втори път. Доста типичен представител на тази група е известният метеорит Гибеон, тежащ 26 тона, чиито фрагменти са извлечени от голямото му праисторическо поле в Намибия. Друг аномален, богат на силикати член на групата е намереният в Германия Щайнбах (Steinbach), който представлява голям научен интерес. Тази находка, открита през 1724 г., се състои от почти равни части от никел-желязна матрица и червеникави силикати, смес от пироксени и редкия минерал тридимит.
Чрез комбиниране на модели на фракционна кристализация с термични модели, през 2008 г. се стига до извода че материята на метеоритите от тази група е кристализирала навътре в разтопено метално тяло с радиус 150 ± 50 км, заобиколено от силикатен материал с дебелина между 410 м 1 км. Основното тяло е разрушено катастрофално преди температурата при бавното охлаждане да достигне до 500 °C.

### IVB група
13-те члена на тази малка група са изключително богати на никел и всички принадлежат към структурния клас на атакситите. При изследване под микроскоп, става очевидно, че те всъщност имат плеситен състав и съдържат микроскопични сраствания от камасит и тенит. Включванията са редки и силикати практически липсват. Това е групата, най-бедна на микроелементите галий и германий, в съответствие с предполагаемото образуване в сърцевината на малък, диференциран астероид. Високите концентрации на никел, иридий, рений, осмий и подобни силно сидерофилни елементи в групата и някои други железни метеорити отразяват частично образуването в окислено основно тяло.
На базата на различни изследвания е направено предположението, че материята на метеоритите от групата се е охлаждала в тяло, което кристализира в посока навън, обратно на тази при групата IVA . Чрез комбиниране на термичен модел с модела на фракционна кристализация, през 2010 г. е прието, че това охлаждане става в метално тяло с радиус 65 ± 15 км, без силикатна мантия. Възможно е тялото да се е втвърдило преди отстраняването на мантията, но може да е и резултат от отделени дендритни кристали, които са потънали до средата на ядрото и са оцелели. Дендритните кристали имат формата на снежинка, или наподобяват модела на замръзване на прозорец. Групите IVA и IVB предоставят надеждни доказателства за големи разрушителни въздействия върху родителското им тяло, преди да започне бавното охлаждане. В някои случаи те са започнали по-малко от 2 милиона години след образуването на родителските тела и много метеорити съдържат доказателства за такива въздействия през първите 10 милиона години.
Те са и с най-ниските стойности на други летливи елементи като фосфор, арсен, злато и антимон, загубени още преди кристализацията на стопения метал. Тези шест елемента са по-летливи от останалите сидерофилни елементи в Слънчевата мъглявина и концентрацията им в групата е много по-ниска отколкото при метеоритите в останалите групи. Съотношението Ge/Ni е от 4 до 103 пъти по-ниско, отколкото в CI хондритите, при които то е най-близо до слънчевите стойности.
Известните членове включват Хоба, най-големият метеорит на Земята, и метеорита Нос Добра надежда, като и двата представляват находки от Южна Африка. Части от втория са извадени преди 1811 г., а едно парче е изковано в легендарен меч, подарен на руския император Александър I.

### Негрупирани
Повече от 110 железни метеорита никога не са били включени в химическите класифиции, а други 95 са класифицирани като негрупирани. Над 15 % от всички железни метеорити не се вписват лесно в съществуващата класификационна схема, обозначени са като негрупирани и вероятно са представители на повече от 50 различни родителски тела. Едва ли тези родителски тела могат да бъдат идентифицирани, тъй като повечето от тях вероятно са били унищожени и раздробени.
Някои от съществуващите негрупирани железни метеорити имат сходни композиции с други такива и временно са поставени в тази категория. Общият брой негрупирани железни метеорити нараства с намирането на нови образци и намалява, когато пет близко свързани метеорита образуват нова група. Прието е, че за да се образува нова група са необходими минимум пет тясно свързани екземпляра. В резултат процентът на негрупираните железни метеорити остава приблизително постоянен – на около 15 %, но е по-висок сред тези, намерени в Антарктида и Северозападна Африка. Останалите са уникални и вероятно представляват единични проби от техните родителски тела. Някои от най-големите железни метеорити са класифицирани като негрупирани, например Бакубирито (Bacubirito, 1863, Мексико, 22 т.) и Мбози (1930, Танзания, 16 т.).